# Aborg Minde
Aborg Minde är en insjö i Danmark. Den ligger i Assens kommun i Region Syddanmark, i den södra delen av landet, 170 km väster om Köpenhamn. Pugemølle Å rinner genom Aborg Minde. 